# Liste der Kellergassen in Leobendorf (Niederösterreich)
Die Liste der Kellergassen in Leobendorf führt die Kellergassen in der niederösterreichischen Gemeinde Leobendorf an.
| Foto |                 | Kellergasse         | Standort                   | Beschreibung |
| ---- | --------------- | ------------------- | -------------------------- | --- |
| ja   | Datei hochladen | Güterweg Saubergen  | KG: Leobendorf Standort    | Die einseitige Einzelkellergasse liegt an einer Geländekante außerhalb des Orts. Schmidbaur fand auf 130 Meter zehn Keller vor, neun davon waren erneuerungsbedürftig oder bereits verfallen. |
| ja   | Datei hochladen | Bründlgasse         | KG: Leobendorf Standort    | Die beidseitige Einzelkellergasse liegt in einem Hohlweg, ursprünglich am nordwestlichen Rand des Orts, heute umgeben von neueren Wohnbauten. Sie besteht auf 200 Metern Länge aus 27 Gebäuden, darunter 21 Kellern, vor allem in Schildmauerform oder traufständig. Etwa die Hälfte der Keller ist erneuerungsbedürftig oder desolat.                                                                        |
| ja   | Datei hochladen | Rohrbacher Straße   | KG: Leobendorf Standort    | Die einseitige Einzelkellergasse liegt in einer Mulde bzw. an einer Geländekante im westlichen Teil des Orts. Schmidbaur zählte auf 220 Metern Länge 22 Gebäude, davon 15 überwiegend traufständige Keller. Die älteste Datierung ist von 1821. Anmerkung: Mittlerweile könnte die Kellergasse durch noch mehr Wohnbauten unterbrochen sein als seinerzeit von Schmidbaur festgestellt.                       |
| ja   | Datei hochladen | Kellerweg           | KG: Oberrohrbach Standort  | Die beidseitige Einzelkellergasse liegt in einem Hohlweg östlich der Kirche. Sie besteht auf 100 Metern Länge aus 16 Gebäuden, mehrheitlich giebelständige Keller. Viele Keller sind erneuerungsbedürftig. Die älteste Datierung ist von 1930. |
| ja   | Datei hochladen | Waldstraße          | KG: Oberrohrbach Standort  | Die einseitige Einzelkellergasse liegt in einem Graben außerhalb des Orts. Sie besteht auf 100 Metern Länge aus zehn Kellern in Schildmauerform. Die älteste Datierung ist von 1952. |
| ja   | Datei hochladen | Am Hohlweg          | KG: Tresdorf Standort      | Die Kellergasse liegt am nördlichen Ortsrand in einem Hohlweg. Schmidbaur fand hier um 1990 ein beidseitiges Kellergassensystem vor, das auf 180 Metern Länge aus 21 Gebäuden, davon 20 Kellern, mehrheitlich in Schildmauerform, bestand. Ein Drittel der Keller war damals erneuerungsbedürftig. Die älteste Datierung ist von 1837. Mittlerweile sind einige Keller durch große Wohnbauten ersetzt worden. |
| ja   | Datei hochladen | Leobendorfer Straße | KG: Tresdorf Standort      | Die einseitige Einzelkellergasse wurde an einer Geländekante im nördlichen Hintaus angelegt, ist aber heute von neuem Siedlungsgebiet umgeben. Sie besteht auf 300 Metern Länge aus 21 Gebäuden, davon 15 Kellern in unterschiedlichen Bauformen. Die älteste Datierung ist von 1808. Zwei Drittel der Keller sind erneuerungsbedürftig.                                                                      |
| ja   | Datei hochladen | Obere Trift         | KG: Tresdorf Standort      | Die einseitige Einzelkellergasse liegt in einem Graben und in Hanglage am westlichen Ortsrand. Auf 200 Metern Länge besteht sie aus 27 Gebäuden, davon 25 Keller, teils traufständig, teils in Schildmauerform. Die Hälfte der Keller ist erneuerungsbedürftig. Die älteste Datierung ist von 1908. |
| BW   | Datei hochladen | Untere Trift        | KG: Tresdorf Standort      | Die beidseitige Einzelkellergasse befindet sich in einem Graben nordöstlich knapp außerhalb des Orts. Auf 400 Meter Länge befinden sich 35 Gebäude, davon 30 Keller, in der Mehrzahl traufständig. Die älteste Datierung ist von 1796. Etwa ein Drittel der Keller ist erneuerungsbedürftig oder verfallen.                                                                                                   |
| BW   | Datei hochladen | Kellergasse         | KG: Unterrohrbach Standort | Die einseitige Einzelkellergasse liegt an einer Geländekante hinter dem östlichen Hintaus. Sie besteht auf 370 Metern Länge aus 29 Gebäuden, davon 27 Kellern in unterschiedlichen Bauformen (mehrheitlich traufständig). Die älteste Datierung ist von 1948. Zwei Drittel der Keller sind erneuerungsbedürftig.                                                                                              |
| ja   | Datei hochladen | Stockerauerstraße   | KG: Leobendorf Standort    | Ein kurzer Teil der Stockerauerstraße im Herzen von Leobendorf ist mit einer Hand voll Weinkellern versehen. |

| Foto:                    | Fotografie der Kellergasse (Gesamtheit). Klicken des Fotos erzeugt eine vergrößerte Ansicht. Daneben finden sich zwei Symbole: \| Weitere Bilder vorhanden \| Das Symbol bedeutet, dass weitere Fotos des Objekts verfügbar sind. Durch Klicken des Symbols werden sie angezeigt. \| \| Eigenes Foto hochladen \| Durch Klicken des Symbols können weitere Fotos des Objekts in das Medienarchiv Wikimedia Commons hochgeladen werden. \| |
| Name:                    | Bezeichnung der Kellergasse |
| Standort:                | Es ist die Katastralgemeinde (KG) angegeben. Durch Aufruf des Links Standort wird die Lage der Kellergasse in verschiedenen Kartenprojekten angezeigt. |
| Beschreibung             | Kurze Beschreibung der Kellergasse |
| Weitere Bilder vorhanden | Das Symbol bedeutet, dass weitere Fotos des Objekts verfügbar sind. Durch Klicken des Symbols werden sie angezeigt. |
| Eigenes Foto hochladen   | Durch Klicken des Symbols können weitere Fotos des Objekts in das Medienarchiv Wikimedia Commons hochgeladen werden. |